# Edwin H. Sutherland
Edwin Hardin Sutherland (* 13. August 1883 in Gibbon, Nebraska; † 11. Oktober 1950 in Bloomington, Indiana) war ein US-amerikanischer Soziologe und gilt als einer der bedeutendsten Kriminologen der ersten Hälfte des 20. Jahrhunderts. Er lenkte als erster Kriminologe die Aufmerksamkeit auf das Phänomen des „White-Collar-Crime“ (Weiße-Kragen-Kriminalität) und beendete somit die von ihm diagnostizierte Fixierung der Kriminologie auf die von ihm so genannte „Unterschichtenkriminalität“. Seine „Theorie der differentiellen Kontakte“ wurde zu einer der einflussreichsten soziologischen Kriminalitätstheorien.

## Leben
Als Sohn eines College-Präsidenten wuchs Sutherland in Ottawa (Kansas) und Grand Island (Nebraska) auf. 1904 erwarb er den B.A.-Grad am Grand Island College. Danach unterrichtete er zunächst für zwei Jahre die Fächer Latein, Griechisch, Geschichte und Stenographie am Sioux Fall College (South Dakota). 1906 ging Sutherland an die University of Chicago und studierte Soziologie. Nach dem Abschluss folgte dort 1913 die Promotion zum Doktor der Soziologie (Ph.D.). Die Vermutung liegt nah, dass der damals aufkommende ökologische Ansatz der Chicagoer Schule auch ihn beeinflusste. Von 1913 bis 1919 folgte eine Professur für Soziologie am William Jewell College (Missouri). Anschließend war er von 1919 bis 1925 Assistenzprofessor für Soziologie an der University of Illinois.
Bereits 1921 beauftragte ihn der Dekan seiner Fakultät, Edward C. Hayes, ein Lehrbuch der Kriminologie zu schreiben. Zwar belegte Sutherland Kurse für Kriminologie, sein Schwerpunkt war aber politische Ökonomie. Die damaligen Beweggründe Hayes, Sutherland zu beauftragen, sind unbekannt. Sutherland hatte in der Kriminologie noch nicht publiziert und war an sich völlig unbekannt. Die erste Ausgabe von „Kriminologie“ erschien 1924 und galt als eine solide wissenschaftliche Arbeit. Von 1925 bis 1926 war Sutherland dann Assoziierter Professor für Soziologie an der University of Illinois.  Er war von 1926 bis 1929 ordentlicher Professor der Soziologie an der University of Minnesota und von 1930 bis 1935 an der University of Chicago. Schließlich war er von 1935 bis 1945 Dekan der Soziologiefakultät an der Indiana University. Während dieser Zeit veröffentlichte er drei Bücher, „Zwanzig obdachlose Männer“ (1936), „Der Professionelle Dieb“ (1937) und die dritte Auflage seines 1924 begründeten Lehrbuchs, das fortan „Grundlagen der Kriminologie“ (1939) heißt. Sutherland war Gastprofessor an der University of Kansas (1918), der Northwestern University (1922) und der University of Washington (1942). Zu seinen Studenten gehörten Albert K. Cohen, Lloyd E. Ohlin, Karl Schuessler sowie Donald R. Cressey.
Sutherland bekleidete zahlreiche Präsidentenämter, z. B. des „Indiana University Institute of Criminal Law and Criminology“ (Indiana Universitätsinstituts für Strafrecht und Kriminologie), der „American Prison Association“ (Amerikanischen Gefängnisvereinigung), der „Chicago Academy of Criminology“ (Chicago Akademie der Kriminologie) und der „Sociological Research Association“ (Soziologische Forschungsvereinigung). Sein wohl bedeutsamstes Amt war das des 29. Präsidenten der American Sociological Association.

## Werk

### Allgemeines
Sutherland ist ein Hauptvertreter innerhalb der soziologischen Kriminalitätstheorien. Seine schärfsten Angriffe richteten sich gegen biologische Erklärungen kriminellen Verhaltens. Voraussetzung von Kriminalität war für ihn das Lernen als soziales Produkt, getrennt von den funktionalen Bereichen Körper und Geist. In einer Reihe von Buchbesprechungen, die im Zeitraum von 1934 bis 1951 veröffentlicht wurden, griff er scharf die mit biologischen Elementen verbundenen Theorien an, unter anderen die von Earnest Albert Hooton, William H. Sheldon und dem Ehepaar Glueck. Diese Rezensionen waren für Sutherland ein wesentlicher Bestandteil zur Fundamentierung der Kriminalität als eines sozialen Verhaltens.

### Der professionelle Dieb
In seinem Buch „Der professionelle Dieb“ (1937) kam Sutherland zu dem Schluss, dass nicht jeder ein professioneller Dieb sein kann, sondern dieser in einer Gruppe von professionellen Dieben akzeptiert und geschult werden müsse. Der professionelle Dieb stehle beruflich. Er mache das Stehlen zur regulären Geschäftstätigkeit und plane jede Ausführung sorgfältig. Er habe verschiedene Fähigkeiten und Methoden, die sich von denen der anderen professionellen Kriminellen unterscheiden. In der Regel sei er auf Wanderschaft und komme in alle Städte der USA.
Der professionelle Dieb hat Sutherland zufolge einen freundlichen Charakter. Ein Dieb warne nicht nur andere Diebe vor der Gefahr, sondern er vermeide auch Dinge, die andere Diebe in Gefahr bringen, sie helfen einander bei Schwierigkeiten. Diebe ließen sich selten von persönlichen Gefühlen beeinflussen. Sie seien alle vereint verbunden gegenüber den Strafverfolgungsbehörden. Der professionelle Dieb lebe in der Unterwelt, zeige sich verständnisvoll und habe exzellente Beziehungen. Da die Unterwelt eine exklusive Gesellschaft sei, sei es notwendig, dass der Fremde identifiziert wird, bevor er eingelassen wird. Die besondere Sprache der Unterwelt sei beispielsweise ein Beleg für die Isolation und Identifikation. Differentielle Kontakte bestimmen, wer zum professionellen Dieb wird.
Sutherlands Beschreibungen muten aus heutiger Perspektive etwas seltsam an. Jedoch waren die Ausführungen zum professionellen Dieb Wegbereiter für seine spätere „Theorie der differentiellen Kontakte“.

### Theorie der differentiellen Kontakte
Die „Theorie der differentiellen Kontakte“ wurde ab Ende der 1920er Jahre von Sutherland erarbeitet, allerdings erst 1939 veröffentlicht und mit Unterstützung seines Schülers Donald R. Cressey in die endgültige Form gebracht, die 1947 erschien. Die Theorie besagt, dass kriminelle Verhaltensweisen erlernt werden. Eine Person wird delinquent, wenn sie vorrangig Einstellungen hat, die Gesetzesübertretungen begünstigen, gegenüber solchen Einstellungen, die Gesetzesverletzungen negativ bewerten.

### White Collar Crime

#### Inhalt
In dem 1939 gehaltenen Vortrag zur Wahl des Präsidenten der Amerikanischen Soziologischen Gesellschaft wies Edwin Sutherland darauf hin, dass Straftaten nicht nur von Unterschicht-, sondern auch von Mittel- und Oberschichtangehörigen begangen würden – den Straftätern mit einem „weißen Kragen“. In seinem letzten großen Buch „White Collar Crime“ (1949) analysierte er die Verbrechen, die von amerikanischen Unternehmen und Führungskräften begangen wurden und wies auf Verzerrungen in der Kriminalstatistik hin. Das Verständnis und die Erklärung von Kriminalität seien unvollständig und verzerrt, wenn die Kriminalität dieser Tätergruppe in der Kriminologie nicht berücksichtigt würde.
Als „white collar crime“ bezeichnete Sutherland die Straftaten, die von „Personen mit hohem Status im Rahmen ihrer beruflichen Tätigkeit“ begangen würden. Dabei handelte es sich jedoch um keine trennscharfe Definition, sondern eher um ein heuristisches Konzept, das auf die besondere Bedeutung des bis dahin von der Kriminologie vernachlässigten Gegenstandsbereichs aufmerksam machen sollte. Sutherland ging es in erster Linie darum, der Kriminalität der „kleinen Leute“ die Kriminalität der wirtschaftlich und sozial Mächtigen gegenüberzustellen und damit ein schichtadäquates Gleichgewicht in der kriminologischen Betrachtung herzustellen; die begrifflich-konzeptionelle Durchdringung der Materie war ihm weniger wichtig.

#### Kritik
Aus heutiger Sicht ist Sutherlands Begriffsbestimmung einerseits zu weit geraten, da sie ohne weitere Differenzierung alle Straftaten erfasst, die von den Angehörigen der prestigeträchtigen Berufe begangen werden, auch wenn sie keinen Bezug zum Wirtschaftsleben aufweisen (bspw. den Prozessbetrug eines Rechtsanwaltes oder den strafbaren Kunstfehler eines Arztes). Andererseits ist sie für die vollständige Erfassung der Wirtschaftskriminalität zu eng, da sie mit der Beschränkung auf die Kriminalität der sozial mächtigen Täter diejenigen Täter aus der Betrachtung ausschließt, die in der Unternehmenshierarchie unterhalb der Führungsebene tätig sind und in Ausübung ihres Berufes Delikte mit Bezug zur wirtschaftlichen Tätigkeit des Unternehmens begehen (z. B. Bestechlichkeit und Bestechung im mittleren Management). Sutherlands Definition hat sich deshalb in der Kriminologie nicht durchsetzen können.

#### Neuere Ansätze
Neuere Konzepte bemühen sich darum, Wirtschaftskriminalität nicht von der Person her zu definieren (Täter mit „weißem Kragen“), sondern an das Verhalten anzuknüpfen, der einen Vorgang zu einem Gegenstand von wirtschaftskriminologischem Interesse macht. Die neuere amerikanische Kriminologie unterscheidet dabei meist zwischen Straftaten, die im wirtschaftlichen Interesse von Unternehmen und Verbänden begangen werden (corporate crimes), und Straftaten, die aus Eigennutz im Kontext der Berufsausübung begangen werden (occupational crimes).

## Bedeutung
Sein Lehrbuch „Principles of Criminology“ („Grundlagen der Kriminologie“), 1934 in der ersten Auflage erschienen, wurde zu einem der einflussreichsten Lehrbücher in der Geschichte der Kriminologie. Nach Sutherlands Tod 1950 führte dieses zunächst Donald R. Cressey und dann David F. Luckenbill fort. Die 11. Auflage erschien im Jahr 1992. Generationen von Kriminologen und ihre Studenten lernten damit. So konnte sich auch Sutherlands „Theorie der differentiellen Kontakte“ durchsetzen.
Sutherland Auswirkungen auf die Kriminologie waren revolutionär. Am Anfang seiner Laufbahn galt die Kriminologie als eine schwache Wissenschaft und als von mehreren Fachrichtungen beeinflusst. Vor allem ist es ihm zu verdanken, dass die amerikanische Kriminologie heute weitgehend eine soziologische Disziplin ist, die Kriminalität als ein gesellschaftliches Phänomen betrachtet.
Mehrere seiner Doktoranden wurden ebenfalls zu einflussreichen Kriminologen, wie Donald R. Cressey, Lloyd E. Ohlin, Albert K. Cohen und Karl F. Schuessler.
Sutherland zu Ehren, verleiht die „Amerikanische Gesellschaft der Kriminologie“ einen Preis, der seinen Namen trägt.

## Schriften (Auswahl)
- Criminology. Chicago, University of Chicago Press 1924. Ab der 2. Auflage (1934): Principles of Criminology (ab der 8. Auflage, 1960, fortgeführt von Donald R. Cressey).
- Twenty thousand homeless men. A study of unemployed men in the Chicago shelters. J.B. Lippincott Company, Chicago / Philadelphia 1936 (mit Harvey J. Locke).
- The Professional Thief. University of Chicago Press, Chicago 1937.
- White collar crime. Dryden Press, New York 1949 (3. Auflage als White collar crime. The uncut version. Yale University Press, New Haven 1983).